# Лущики
Лу́щики — хутір в Україні, у Львівському районі Львівської області. Населення становить 127 осіб. Орган місцевого самоврядування - Добросинсько-Магерівська сільська рада.

## Історія
До середини XIX ст. Лущики входили до складу Бишкова, який був присілком села Кам'янки-Волоської. Після 1940 року Лущики стали окремим селом.

## Уродженці села
Петро Лущик - сучасний український письменник.